# Ungarische Badminton-Mannschaftsmeisterschaft 2024
Die Ungarische Badminton-Mannschaftsmeisterschaft 2024 war die 56. Auflage des Teamwettstreits in Ungarn. Es wurde ein Wettbewerb für gemischte Mannschaften ausgetragen. Meister wurde das Team von Pécsi Multi Alarm SE.

## Endstand Vorrunde
| Platz | Mannschaft                            |
| ----- | ------------------------------------- |
| 1.    | Pécsi Multi Alarm SE                  |
| 2.    | Városi Sportegyesület Dunakeszi (VSD) |
| 3.    | Fehérvár Badminton SE                 |

## Finale
- Pécsi Multi Alarm SE – Városi Sportegyesület Dunakeszi: 5:4